# Ayuntamiento de Kensington (Melbourne)
El ayuntamiento de Kensington es un antiguo ayuntamiento en Kensington, Victoria, Australia.
El edificio de estilo clásico, ubicado en Bellair Street, se construyó por primera vez en 1901.
Durante la Segunda Guerra Mundial se utilizó como puesto de mando. Sirvió como un centro legal en la década de 1980.
Está catalogado como patrimonio y actualmente funciona como centro comunitario, escuela de danza y ballet.
Fueron restaurados su fachada y los cimientos, y fue reabierto oficialmente por el alcalde de Melbourne, Robert Doyle, el 28 de febrero de 2015, después de una renovación de 4,8 millones de dólares.